# Ли Лин (полководец империи Хань)

Реконструкция «дворца Ли Лина»

Ли Лин (кит. 李陵), второе имя Шаоцин (кит. 少卿), ум. 74 г. до н. э.) — полководец династии Хань, служивший во время правления императора У-ди, а затем перешедший на сторону Хунну после поражения в походе 99 г. до н. э.

## Ранние годы
Ли Лин родился в Чэнцзи (成 纪, в современном Тяньшуе) в области Лунси (陇西) провинции Ганьсу. Он был внуком знаменитого «Летучего генерала» Ли Гуана. Согласно сочинению историка Сыма Цяня и исторической хронике Ханьшу, Ли Лин был хорошим мастером конной стрельбы из лука, дружелюбным человеком и пользовался хорошей репутацией, как и его дед. Благосклонность императора У-ди способствовала быстрому карьерному росту молодого офицера-кавалериста.

## Поражение
В 99 г. до н. э. император У-ди приказал Ли Гуанли вести 30 000 воинов в наступление из Цзюцюаня против хунну в Тянь-Шаньский регион. Ли Лин был назначен обеспечивать сопровождение. Эту роль Ли Лин очень не любил, поэтому просил императора позволить ему вести отдельный полк на восток. Император У-ди сначала нахмурился и предупредил Ли Лина, что нет никакого кавалерийского сопровождения для придания его отряду. Ли Лин хвастался, что раздавит главу хуннов — шаньюя — силами всего лишь 5000 своих пехотинцев. Под впечатлением от энтузиазма Ли Лина император У-ди согласился.
Старшему генералу Лу Боде было поручено оказать помощь Ли Лину. Тем не менее Лу не нравилась идея поддержки Ли в такой миссии, он предложил императору отложить поход до весны. Император разгневался на запрос Лу, думая, что Ли Лин подговорил Лу сделать это из-за страха перед сражениями. Затем он приказал войскам Ли выступить немедленно.
Войско Ли Лина отправилось на север. Через 30 дней младший офицер Чэнь Буле был отправлен назад с докладом о действиях. Увидев императора У-ди, Чэнь начал преувеличенно повествовать о том, как тяжело Ли Лину и его людям бороться с врагами (Ли Лин к этому времени не встречал сопротивления). Император наградил докладчика.
Силы Ли Лина столкнулись с главными силами шаньюя в горах Алтая, и быстро взяли в кольцо 30 тысяч всадников между двумя горами. При отсутствии питания и укреплений (Ли полагал, что в этом не было необходимости), он приказал своим войскам использовать в качестве прикрытия повозки и выстроиться в боевые порядки. Намного численно превосходящие силы хуннов опрометчиво атаковали китайцев с фронта и понесли большие потери от арбалетного обстрела и последующего преследования. Шаньюй затем вызвал 80 000 человек сильным подкреплением, заставив Ли Лина с жестокими боями отступить в долину. Ли Лин обнаружил, что силы его солдат выдохлись и в моральном, и физическом отношении. Тогда он приказал обыскать обоз и перебить проституток, прятавшихся в армейских повозках, и многие из них были обнаружены и убиты. Войска Ли сразились с хунну на следующий день, убив 3000 врагов. Затем он отступил на юго-восток, где им удалось продержаться в обороне следующие 4 или 5 дней в больших тростниковых болотах. Шаньюй затем послал своего сына в команду преследования, что привело к ещё большим неудачам, когда силы Ли Лина спрятались в лесу и отразили повторно нападение с помощью арбалетов и в ближнем бою. До этого момента шаньюй подозревал, что Ли Лин планирует завлечь его в засаду недалеко от границы Китая, но решил усилить атаку, поскольку считал унизительным, что не смог одолеть столь малые силы противника.
Для Ли Лина ситуация развивалась всё хуже и хуже. Хунну часто атаковали более 20 раз в день, но китайский отряд отбивал все атаки. Однако, младший офицер армии Ли — Гуань-Ган — перебежал к врагам в отместку за оскорбление от своего начальства. Так хуннам стало известно, что войска Ли были отрезаны от снабжения и у них заканчиваются стрелы. Шаньюй стал атаковать с небольших горных троп, заманивая Ли Лина в долину. Воины Ли Лина стреляли снизу, истратив 500 000 стрел за один день, и были вынуждены отказаться от своих повозок. Положение сражавшихся было таким тяжелым, что оси телег затачивали для использования в качестве оружия, и многие офицеры прибегали к кинжалам в сражениях. Хунну обстреливали ханьцев с возвышенностей, убив многих.
Однажды ночью Ли Лин покинул лагерь отказавшись от последователей, утверждая, что он пытался убить Шаньюя самолично. Его подчиненные предложили идею почётной сдачи, но Ли Лин отказался наотрез: «Заткнитесь! Если я не умру в бою, я не мужчина!». Он приказал своим войскам уничтожить знамёна и зарыть драгоценности. Каждый солдат получил припасы. Приказали ждать и избегать паники. В полночь начался прорыв. Ли Лин и его второе лицо в командовании Хан Яньняня (韩延 年), каждый с небольшим эскортом, ехал и сражался под преследования нескольких тысяч конницы хуннов. После Хан был убит в бою, Ли Лин кричал: «У меня нет лица вернуться и встретиться с императором!», и добровольно сдался хуннам. Из 5000 мужчин, только 400 удалось выбраться из окружения обратно к границе.

## Перебежчик
Император У-ди первоначально предполагал, что Ли Лин был убит в бою, и назначил пособие его семье. Однако он не заметил никаких признаков горя в семье Ли, и таким образом, возникли подозрения. Так как бои были не слишком далеко от границы, вскоре пришли новости о капитуляции Ли. Император пришел в ярость и отдал военному суду Чэнь Буле, который покончил жизнь самоубийством после сообщения. Общественное мнение осудило Ли как предателя, и имперские чиновники намеревались наказать семью Ли за его измену. Сыма Цянь, старший имперский историк и друг Ли, был единственным человеком, защищавший его в суде. Император был оскорблён словами Сыма, принимая их как посягательство на своего шурина Ли Гуанли, который тоже воевал против сюнну без особого успеха. Сыма был арестован по обвинению в оскорблении величия, и был осуждён и приговорён к смертной казни. В качестве альтернативы, согласно законам того времени, приговорённому предлагались откуп или кастрация. За неимением денег, мучась позором и связанный долгом перед отцом, Сыма Цянь выбирает последнее.
Несмотря на ярость, император скоро пожалел о своем решении разрешить Ли Лину выступить так поспешно, а также понял, какую ошибку он совершил, отвергнув предложение Лу Боде. В качестве жеста, он наградил оставшихся в живых из полка Ли Лина.
Через год император У-ди послал Гуньсунь Ао (公孙敖) в спасательную миссию для возвращения Ли Лина. Гуньсунь не удалось добиться ничего, но были захвачены хуннские воины, которые показали, что «Ли Шаоцин» занимается подготовкой войск у шаньюя. Решив, что предательство Ли Лина было очевидно, император У-ди казнил семью Ли Лина. С тех пор каждый из Лонси воспринимается как семья Ли, с позором. Однако, позднее было установлено, что тот, кто обучал войска войска хуннов — другой китайский перебежчик по имени Ли Сюй (李绪). У них оказались одни и те же вторые имена. Поэтому Ли Лин питал глубокую ненависть к Ли Сюй, и организовал его убийство.

## Жизнь у хуннов
Шаньюй оказывал благосклонность своему молодому и именитому пленнику. Он отдал Лину свою дочь в жены, а также сделал его Правым джуки-князем (右 校 王), что соответствовало уровню главного советника шаньюя (также ханьскому перебежчику) — Вэй Люя (卫律). Тем не менее, вдовствующая монархиня хуннов не любила Ли Лина и хотела, чтобы его убили. Шаньюй отослал Ли Лина в далекий северный регион, и не вызывал его обратно, пока вдовствующая монархиня не умерла.
В 90 до н.э., хунну вторглись в Уюань (五原) и Шангу (上谷), а также снова в Уюань и Цзюцюань в том же году. Император приказал генералам контратаковать тремя колоннами: Ли Гуанли с 70 000 воинами, Шан Цючэн (商丘成) с 30 000 и Ман Тун (莽通) с 40 000. Хунну, отвечая тактикой выжженной земли, отступали дальше на север, бросая вызов китайской стратегии и операционным возможностям ханьской армии. Когда силы, возглавляемые Шан Цючэном, повернули, не встречая противника, хунну отрядили Ли Лина с 30 тысяч конницы, чтобы нагнать ханьцев. Стороны сражались 9 дней, по иронии судьбы, на Алтае. Ли Лин был наголову разбит и отступил, понеся тяжелые потери.
Ли Лин дважды пытался убедить шаньюя отпустить задержанного ханьского посла — Су У. Первоначально Ли Лину было слишком стыдно посетить Су У, так как он бежал лишь через год после ссылки Су к озеру Байкал. Во время своего первого визита Ли Лин рассказал, как все в семье Су У в Китае либо умерли, либо вышли замуж, надеясь подорвать патриотизм Су. Ли рассказал, что император У-ди состарился и стал эмоционально лабильным, и как он сам пострадал по обвинению в государственной измене. Тем не менее, Су У подчеркнул, насколько он дорожит честью и ответственностью, врученной родиной, и сказал Ли Лин, что это вопрос чести или смерти. Потрясённый непоколебимой доблестью Су, Ли Лин со слезами воскликнул: «Да! Такой честный человек, а я и Вэй Люй имеем грехи, которые затмевают небо!». Второй раз посетив Су У, Ли Лин принёс известие, что император У-ди умер, Су заплакал так сильно, что его рвало кровью, и он чуть не умер.
Когда император Чжао-ди вступил на престол, сорегенты Хо Гуан и Шангуань Цзе (上官桀), которые были старыми друзьями Ли Лин, отправили посла Жэнь Личжэна (任立政) (земляк Ли из Лунси), чтобы убедить того вернуться домой. Жэнь воспользовался возможностью поговорить с Ли в частном порядке, сообщив ему, что все его грехи могут быть прощены, что ему не нужно будет беспокоиться о богатстве после возвращения. Тем не менее, Ли Лин отказался, заявив, что он уже стал «иностранцем», и ему стыдно во второй раз перестраиваться.
Ли Лин умер от болезни в 74 до н.э., после более чем 20 лет жизни среди хуннов в качестве перебежчиков.
Его сын в усобице, вспыхнувшей при шаньюе Хуханье, поддерживал одного из незаконных претендентов — Уцзи, опираясь на области северо-запада. С. В. Киселёв полагал, что сын Ли Лина оставался после отца наместником динлинов. Дальнейшая судьба его неизвестна.

## Ли Лин и Кыргызский каганат
Некоторые археологи условно определили дворец с уникальной архитектурой (см. Ташебинский дворец), раскопанный в Хакасии, как резиденцию Ли Лина в земле хуннов.
В 1940 году строители нашли древние руины во время строительства дороги Абакан — Аскиз, в Хакасии. Когда они были раскопан советскими археологами в 1941—1945 годах, те поняли, что они нашли здание совершенно уникальное для данной области: большой (1500 квадратных метров), в китайском стиле, вероятно, эпохи династии Хань, дворец. Хотя имя высокопоставленного персонажа, который жил там, не известно, археолог Л. Евтюхова предположила, основываясь на косвенных свидетельствах, что дворец может быть резиденцией Ли Лина.
Память о Ли Лине сохранилась у енисейских кыргызов и спустя тысячу лет. Так, в XI в. на Енисее считали всех черноглазых потомками Ли-лина. Кыргызские каганы вели свою генеалогию от Ли Лина, и официально признавались его потомками Танским правительством. Столь длительное сохранение традиции является основным свидетельством пребывания Ли Лина на Енисее в качестве хуннского наместника.

## В культуре
История Ли Лина описана в исторической повести Юрия Качаева «Синее железо» (1969).